# Gmina Świnna
Die Gmina Świnna ist eine Landgemeinde im Powiat Żywiecki der Woiwodschaft Schlesien in Polen. Ihr Sitz ist das gleichnamige Dorf mit etwa 2000 Einwohnern.

## Geographie
Die Gemeinde liegt im Süden der Woiwodschaft und grenzt im Nordwesten an die Kreisstadt Żywiec (deutsch Saybusch). Die weiteren Nachbargemeinden sind Gilowice, Jeleśnia, Radziechowy-Wieprz und Ślemień. Sie liegen ohne Ausnahme im Powiat Żywiecki.
Das Gemeindegebiet hat eine Fläche von 39,4 km², davon werden 54 Prozent land- und 38 Prozent forstwirtschaftlich genutzt. Es liegt zwischen den Makower Beskiden (Beskid Makowski) im Norden und den Saybuscher Beskiden (Beskid Żywiecki) im Süden. Zu den Fließgewässern gehört die Koszarawa.

## Geschichte
Die Landgemeinde wurde 1973 aus Gromadas neu gebildet. Sie gehörte zur Woiwodschaft Krakau und kam 1975 zur Woiwodschaft Bielsko-Biała, der Powiat wurde aufgelöst. Zum 1. Januar 1999 kam die Gemeinde zur Woiwodschaft Schlesien und wieder zum Powiat Żywiecki.

## Gliederung
Die Landgemeinde Ślemień besteht aus sechs Dörfern mit einem Schulzenamt (sołectwo):
- Pewel Mała
- Pewel Ślemieńska
- Przyłęków
- Rychwałdek
- Świnna
- Trzebinia

Eine Weiler der Gemeinde ist Janikówka.